# Mandarinråttsnok
Mandarinråttsnok (Euprepiophis mandarinus) är en snokart som man hittar i Kinas bergstrakter. Den lever i de svala bergsskogarna upp till 3000 meters höjd. Man hittar den också på jordbruksmarker där den lever av de gnagare som risodlingarna lockar till sig.
Mandarinråttsnoken kan ha en bakgrundsfärg som antingen kan vara grå, brun eller rödbrun. Längst ryggen har de runda gula fläckar som är omgivna av svarta cirklar eller trianglar. Huvudet är smalt med mycket markerade svarta och gula fält. Den har även svarta ögonstrimmor som döljer ögonen för bytesdjuren. Råttsnoken är smalare och längre än de flesta andra råttsnokar, man tror att det beror på att den för en grävande tillvaro. Mandarinråttsnoken kan bli ungefär en och en halv meter lång. 